# Челиков, Владимир Иванович
Владимир Иванович Челиков (4 октября 1914 — 7 октября 2008) — телефонист 23-го отдельного эскадрона связи (30-я кавалерийская дивизия, 4-й гвардейский казачий кавалерийский корпус, 1-я гвардейская конно-механизированная группа, 2-й Украинский фронт), ефрейтор.

## Биография
Родился 4 октября 1914 года в станице Ярославская Лабинского района Краснодарского края.Семья происходила из потомственных казаков станицы Ярославской.
Володя в 1932 году окончил шестимесячные педагогические курсы в станице Лабинской и был направлен учителем в станицу Зассовскую. Одновременно поступил на заочное отделение Ставропольского педагогического училища, которое закончил в 1936 году. До войны педагоги сельских школ были освобождены от службы в армии, а привлекались для обучения военному делу в летние военные лагеря. В 1937 году Владимира назначили директором начальной школы в станице Баговской Мостовского района.
В Красной армии и в боях Великой Отечественной войны с июля 1941 года. Как потомственный казак, В. Челиков попал связистом в эскадрон связи 30-й Краснознаменной кавалерийской дивизии 4-го Краснознаменного казачьего корпуса, сформированного на Кубани, и с 18 июля 1941 года находился на фронте. Воевал на Южном, Закавказском, Северо-Кавказском, 4-м и 3-м Украинских, 1-м Белорусском и 2-м Украинском фронтах. Участвовал в оборонительных боях в районе Павлограда, Лозовой и Артёмовска, Изюма и Красного Лимана, Старобельска и Миллерова, боях в кизлярских степях Дагестана и на моздокском направлении. С января 1943 года в составе 4-го гвардейского кавалерийского корпуса участвовал в прорыве оборонительной линии противника на ростовском и таганрогском направлениях август 1943 года, освобождении юга Украины в ходе Мелитопольской, Березнеговато-Снигирёвской и Одесской операций. В июле 1944 года в составе корпуса переброшен в Белоруссию, где участвовал в освобождении городов Столбцы, Минск, Барановичи, Слоним. А с сентября 1944 года освобождал Венгрию и Чехословакию.
28 ноября 1943 года за мужество, проявленное в боях с врагом, красноармеец Челиков награждён орденом Славы 3-й степени.
7 сентября 1944 года ефрейтор Челиков награждён орденом Славы 2-й степени.
Указом Президиума Верховного Совета СССР от 24 марта 1945 года за мужество, отвагу и героизм ефрейтор Челиков Владимир Иванович награждён орденом Славы 1-й степени.
В 1945 году демобилизован. Жил в городе Краснодар. Скончался 7 октября 2008 года.

## Награды
- Орден Отечественной войны I степени
- три ордена Славы
- другие награды.

## Память
- в Краснодаре установлен надгробный памятник